# Aleksandr Sergeevič Morozevič
Aleksandr Sergeevič Morozevič (in russo Александр Сергеевич Морозевич?; Mosca, 18 luglio 1977) è uno scacchista russo.
Nella lista FIDE di novembre 2009, Morozevič ha un punteggio Elo di 2750, il che lo pone all'undicesimo posto della classifica mondiale.. In luglio del 2008 raggiunse il secondo posto al mondo (dietro ad Anand) con 2788 punti..
Morozevič si contraddistingue per l'uso di aperture inusuali. Contro il Gambetto di donna, per esempio, ha talvolta giocato la Difesa Cigorin (1.d4 d5  2.c4 Cc6) e più recentemente il controgambetto Albin (1.d4 d5  2.c4 e5); entrambi i sistemi appaiono raramente ad alto livello. È anche risaputo che privilegia posizioni complicate piuttosto che posizioni chiare.
È considerato unanimemente uno dei giocatori più brillanti dei tempi recenti, dallo stile molto simile a quello di Michail Tal'.
Vladimir Kramnik ha detto di lui: Mi piace il modo in cui gioca. Il suo approccio alla partita è attivo: sempre all'attacco! Qualche volta la fortuna è dalla sua parte, qualche volta no. Le sue partite non sono mai noiose.
Dal 2010, dopo aver contribuito in gennaio al successo della Russia nel Campionato del mondo di scacchi a squadre, è rimasto per molto tempo inattivo.

## Carriera e risultati individuali
Tra i risultati più importanti, si possono ricordare:
- 7,5/10 alle Olimpiadi degli scacchi del 2000, ottenendo la medaglia di bronzo per la seconda scacchiera e la miglior performance Elo (2803,7)
- 7/11 alle Olimpiadi degli scacchi del 2002 (contro avversari più deboli)
- primo posto nel torneo combinato di scacchi rapidi e scacchi alla cieca al torneo Melody Amber nel 2002, con 15/22
- secondo posto ex aequo con 13,5/22 nel medesimo evento nel 2003 (vincendo entrambe le partite contro Vladimir Kramnik)
- primo posto ex aequo con Kramnik totalizzando 14,5/22 sempre al Melody Amber nel 2004
- tre volte vincitore del torneo di Biel: con 8/10 nel 2003, con 7,5/10 nel 2004, e con 7,5/10 nuovamente nel 2006
- primo posto ex aequo con Pëtr Svidler nel Campionato russo del 2003 con 7/9 (Svidler ottenne il titolo grazie a un miglior spareggio tecnico)
- primo posto nel Campionato russo del 2007, con 8/11.

La sua prima vittoria in un torneo internazionale avvenne nel 1994, quando all'età di 17 anni vinse il torneo Lloyds Bank di Londra con un punteggio spettacolare di 9,5/10. Nel 1994 vinse anche il torneo di Pamplona, vittoria che conquistò anche nel 1998.
Nel 1997, Morozevič partecipò al Campionato del mondo K.O. della FIDE. Nel primo turno eliminò l'ex campione del mondo Vasilij Smyslov ma nel secondo turno fu eliminato da Lembit Oll.
Nel 1999, Morozevič giocò il suo primo super-torneo, il Sarajevo Bosna, e arrivò quarto con 5,5 punti su 9.
Nel 2000, partecipò al torneo Corus di Wijk aan Zee e finì quinto su 14 giocatori. L'evento fu vinto da Kasparov davanti a Kramnik, Anand e Lékó.
Nello stesso anno partecipò al Campionato del mondo K.O della FIDE a Nuova Delhi. Grazie al suo punteggio Elo passò direttamente al secondo turno nel quale eliminò Gilberto Milos con il punteggio di 2 a 0. Procedette quindi battendo Evgeny Vladimirov per 1,5 a 0,5 nel terzo turno prima di essere eliminato da Tkačëv nel quarto turno.
Nel Campionato del mondo K.O FIDE 2001 che si tenne a Mosca, Morozevič batté Zeliavok, Sasikiran e Gurevich prima di essere sconfitto nei tie-breaks al quarto turno da Ponomarёv, futuro vincitore di quell'evento.

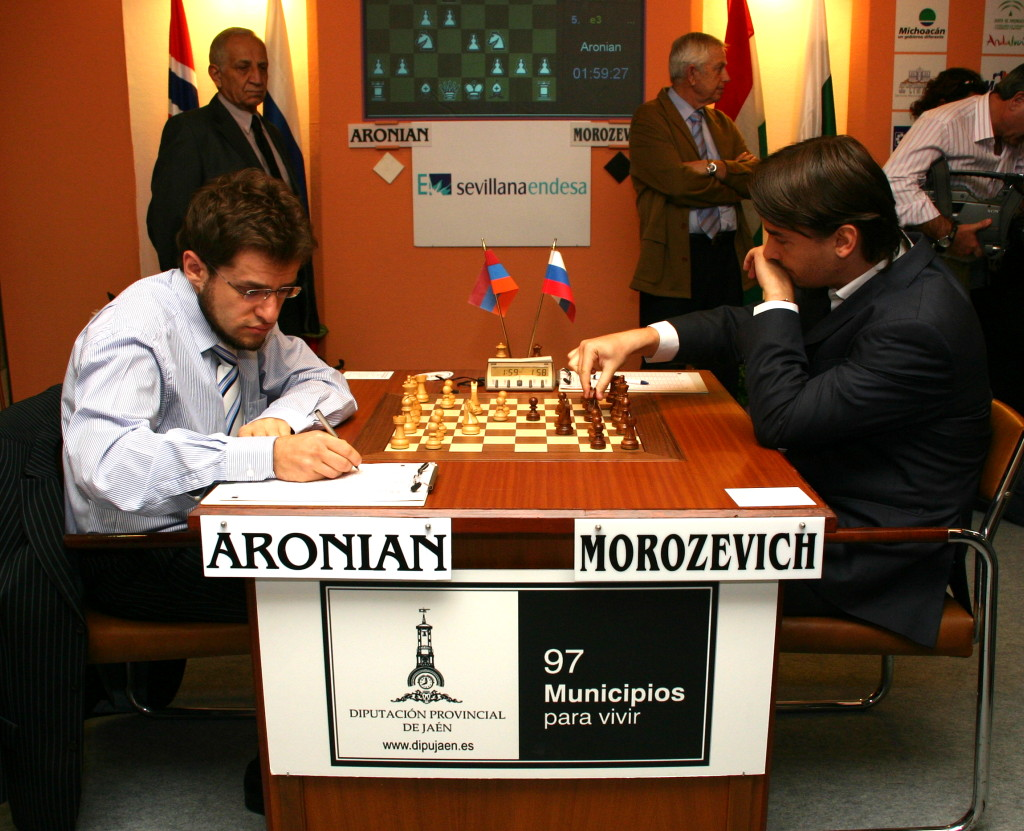
Aronian–Morozevič, Linares 2007

Nel settembre 2005, Morozevič partecipò al Campionato del mondo FIDE che si tenne a San Luis, ottenendo il quarto posto dietro a Veselin Topalov, Viswanathan Anand e Pëtr Svidler.
Nel dicembre 2006, vinse il forte torneo di Pamplona con il punteggio di 6 su 7 e una performance ELO di 2951.
Nel 2007 condivise il secondo posto con Magnus Carlsen dietro ad Anand nel torneo di Linares.
Il suo risultato di San Luis gli permise di accedere direttamente al Campionato del mondo del 2007. In quell'occasione, ottenne 6 punti su 14, piazzandosi sesto su otto giocatori. Fu l'unico a riuscire a battere il campione del mondo dell'epoca Vladimir Kramnik.
Nel dicembre 2007, Morozevič vinse il campionato russo. Durante la competizione vinse 6 partite consecutive, un evento raro in una competizione di così alto livello.
Nel dicembre 2012 vince a Tashkent la seconda tappa del FIDE Grand Prix 2012-2013 a pari merito con Sergej Karjakin e Wang Hao.

## Competizioni a squadre
Morozevič ottenne buoni risultati anche nelle competizioni a squadre: nelle Olimpiadi di scacchi vinse tre medaglie d'oro con la squadra russa (1998, 2000, 2002), una medaglia d'argento (2004) e una medaglia di bronzo (1994).
Vinse inoltre la medaglia d'oro con la Russia nel Campionato del mondo a squadre del 2005 (nel quale sconfisse il cinese Ni Hua nell'ultimo turno decisivo) e nel 2010.
Infine, vinse anche due medaglie d'oro nel Campionato europeo a squadre (2003 e 2007).

## Scacchi alla cieca
Morozevič è considerato il miglior giocatore del mondo di scacchi alla cieca. Ha confermato questo nei tornei alla cieca Melody Amber di Monaco, nel quale partecipano ogni anno i migliori giocatori del pianeta:
- 2002: primo posto con 9/11
- 2003: secondo ex aequo con 7/11
- 2004: primo con 8.5/11
- 2005: secondo ex aequo con 6/11
- 2006: primo con 9.5/11
- 2007: secondo ex aequo con 7/11
- 2008: primo ex aequo con 6/11